# Adi Braun
Adreana « Adi » Braun (née le 23 novembre 1962) est une chanteuse et compositrice de jazz et de cabaret canadienne.

## Biographie
Adi Braun est né au Canada mais elle grandit en Allemagne. Sa famille est musicale : ses parents sont chanteurs professionnels (son père est Victor Braun), et son frère, Russell, est également chanteur. Elle cite Judy Garland, Barbra Streisand et Lotte Lenya comme influences. Après avoir déménagé au Canada, Braun obtient un diplôme en musique de l'Université de Toronto, puis s'implique dans la scène jazz de la ville de Toronto. Elle cofonde Blue Rider Records au début des années 2000. En anglais, elle « chante avec un léger accent allemand ».

## Discographie
- Delishious (Blue Rider, 2003)
- The Rules of the Game (Blue Rider, 2005)
- Live at the Metropolitan Room (Blue Rider, 2008)
- Canadian Scenes 1 (Blue Rider, 2010)
- Moderne Frau (Blue Rider, 2017)
- Night and Day - The Cole Porter Songbook (Alma Records, 2023)